# 라이카 (사진기)
라이카(영어: Leica Camera AG)는 독일의 광학 기기 회사, 카메라 제조사이며, 에른스트 라이츠사의 후신이다. 하지만 현재 브랜드 라이선스는 Leica Microsystems AG가 가지고 있으며, Leica Camera AG와 Leica Geosystems AG는 브랜드를 사용하는 회사이다.
1913년 세계 최초로 35mm 필름을 사용하는 카메라인 'Ur-Leica'를 제작함으로써 현대의 35mm 카메라의 기준을 제시한 회사이며, 1925년부터 지금까지 35mm 판형의 거리계연동카메라를 만들어오고 있다. 현재 디지털 레인지 파인더 카메라를 생산하는 유일한 회사이다.

## 역사

### 2차대전 이전
시작은 1849년 칼 켈르너 (Carl Kellner)가 설립한 현미경 제조사 옵티셰스 인스티투트 (Optisches Institut)이다. 켈르너의 사망후 회사를 미망인이 인수하자 직원이었던 프리드리히 베르틀레 (Friedlich Berthle, -1869년)가 켈너의 미망인과 결혼, 사명을 옵티셰스 인스티투트 켈르너 운트 베르틀레 (Optisches Institut Kellner und Berthle)로 바꾼다.
그 후, 이전 스위스 공장에서 일하고 있었던 융커스라는 인턴을 고용했는데, 이 남자가 과거 일했던 스위스 공장에서 행해지던 효율적인 생산 방법에 대해 설명하고 있었을 때에 그 방법을 고안한 기계공 에른스트 라이츠 1 세 (Ernst Leitz I , 1843년 ~ 1929년)를 소개하고 고용하도록 했다. 이로써 1865년 이 회사에 에른스트 라이츠 1 세가 참가하게 되었다.
1869년 베르틀레가 죽은후 에른스트 라이츠 1 세는 사업을 인수하고 사명을 옵티셰스 인스티튜트 폰 에른스트 라이츠 (Optisches Institut von Ernst Leitz)로 바꾼후 다시 에른스트 라이츠 옵티셰스 베르케 (Ernst Leitz Optische Werke)로 바꾼다. 1905년 카메라 본체를 휫틱(Hüttig)에 아웃소싱함으로써 카메라 생산에 참가, 1907년 쌍안경 생산에 뛰어들었다.
그리고 첫 35mm 필름 카메라를 제조한 것은 1913년 독일 Werke, Wetzlar의 라이츠사 기계 공학자인 오스카 바르낙에 의해서였다. 그는 원래 영화용 필름 카메라 개발자였으나, 영화용 필름을 그대로 사용하는 새로운 방식의 스틸컷 카메라를 만들어낸 것이다. 라이츠 사는 이것이 시장 가능성이 있다고 판단해 시판하려 했으나, 세계 1차대전의 영향으로 1925년에 이르러서야 'Leica I'의 판매를 시작했다.
1930년 렌즈 교환이 가능한 라이카 C 형을 개발, 1931년에 Leica Thread Mount를 기반으로 한 렌즈 교환식 카메라 시스템을 통해 Elmar 35mm F3.5, Elmar 50mm F3.5, Elmar 90mm F4, Elmar 135mm F4.5, 그리고 Hektor 50mm F2.5와 기본 렌즈가 갖추어졌다. 곧 이어 1932년부터 거리계연동카메라인 'Leica II'을 시판했으며, 교환 렌즈로서 Elmar 73mm F1.9, Summar 50mm F2가 발매되었다. 또한 1934년에 인물사진에 적절한 Thambar 90mm F2.2를 공급했다. 이 렌즈가 출시될때쯤 라이카는 현대사진 전성기의 기초를 확립했다. 이후 저속 셔터를 지원하는 'Leica III'과 'Leica llla'등을 생산했으나, 'leica llla'를 마지막으로 설계자인 오스카 바르낙이 사망하여 1957년 마지막 바르낙 카메라인 'Leica lllg' 까지는 큰 변화가 없었다.

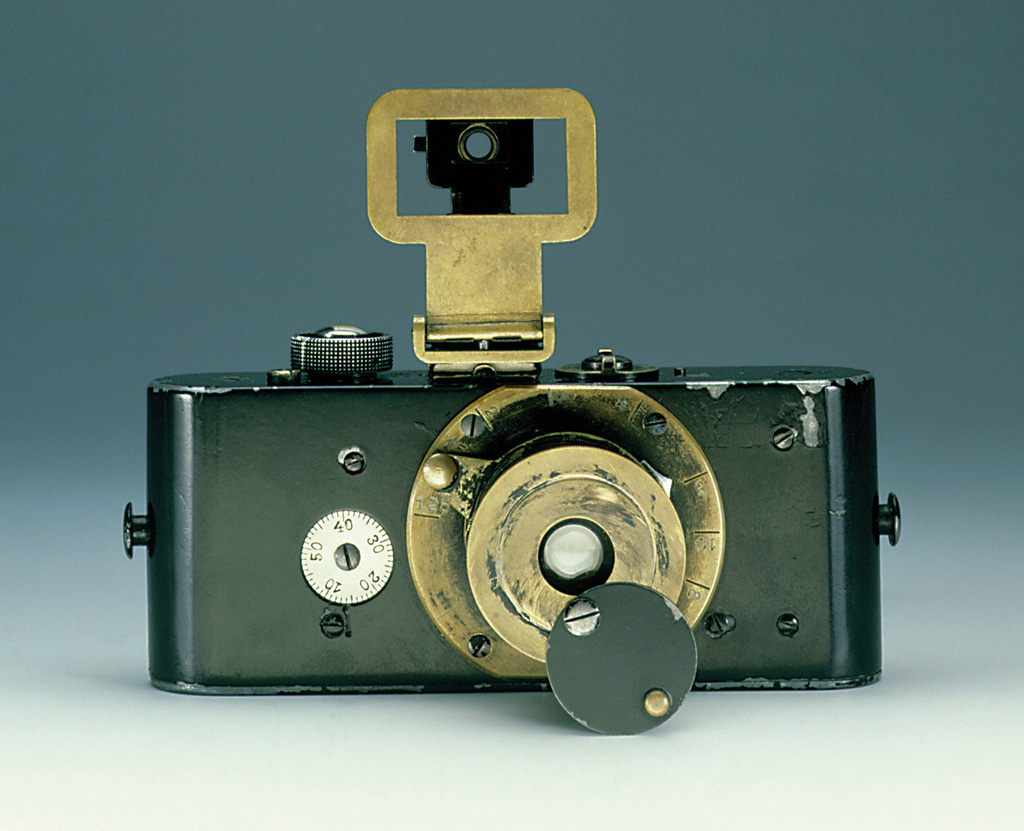
Ur-Leica, 1914년
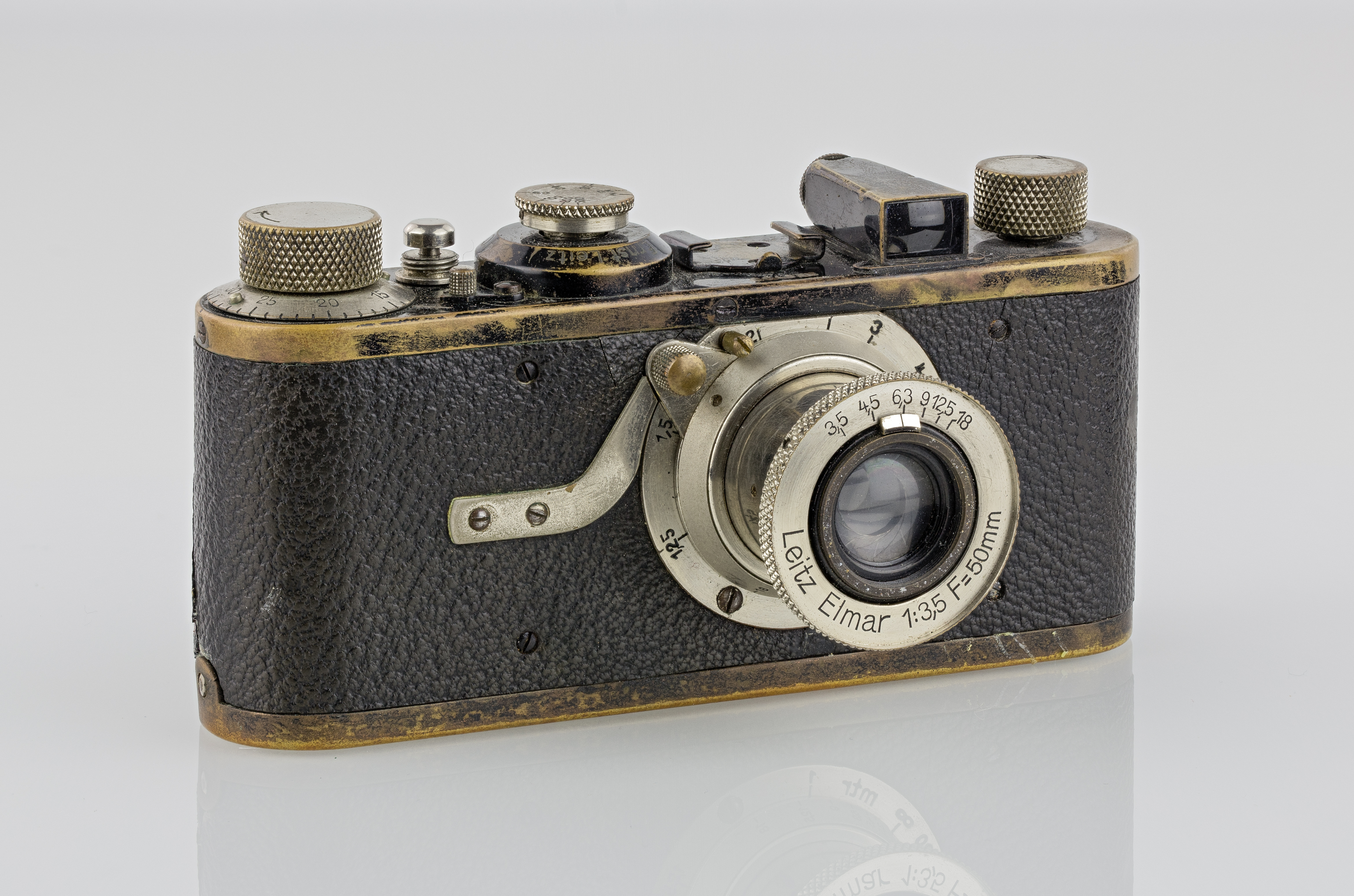
Leica I, 1927년
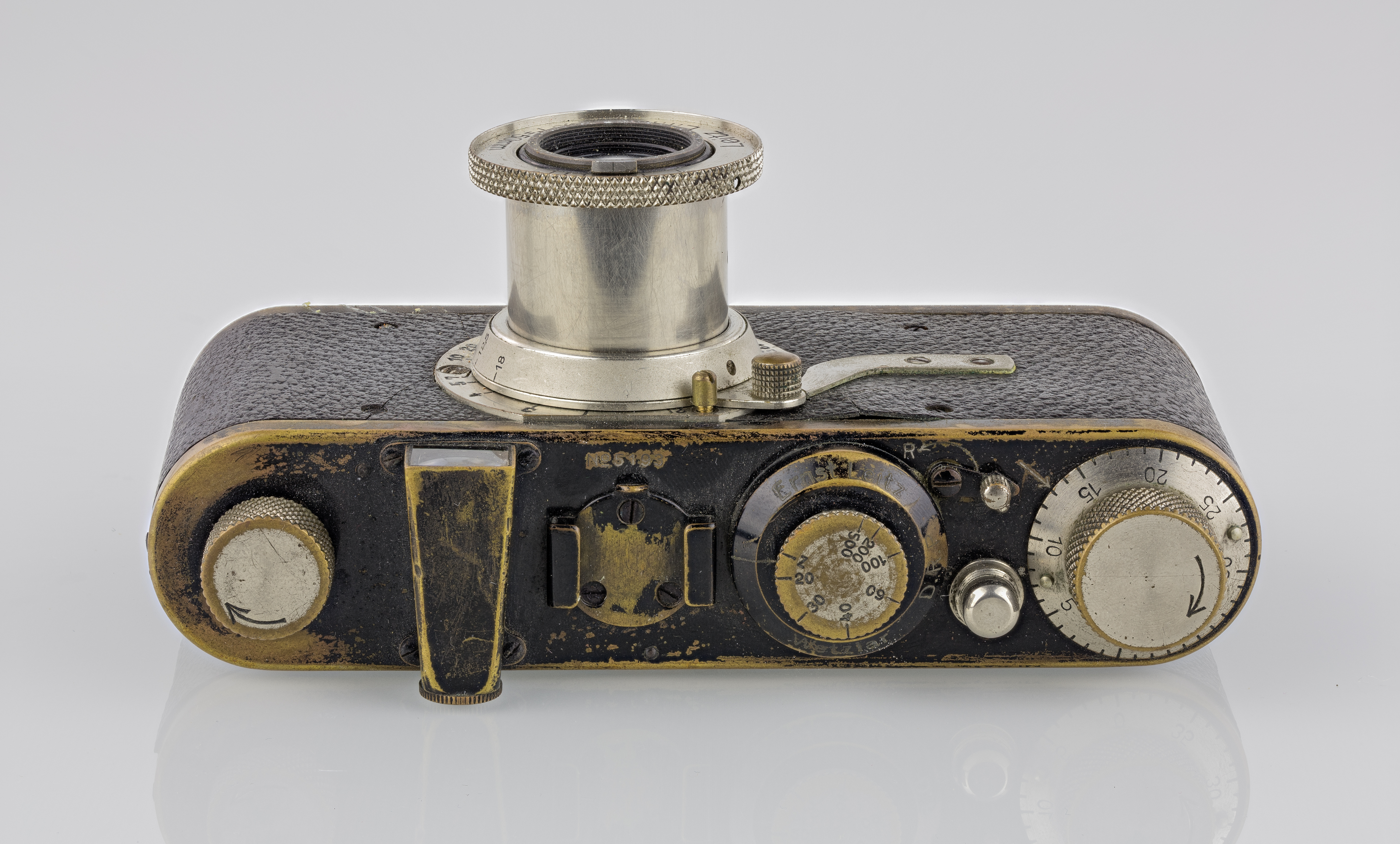
Leica I, 1927년
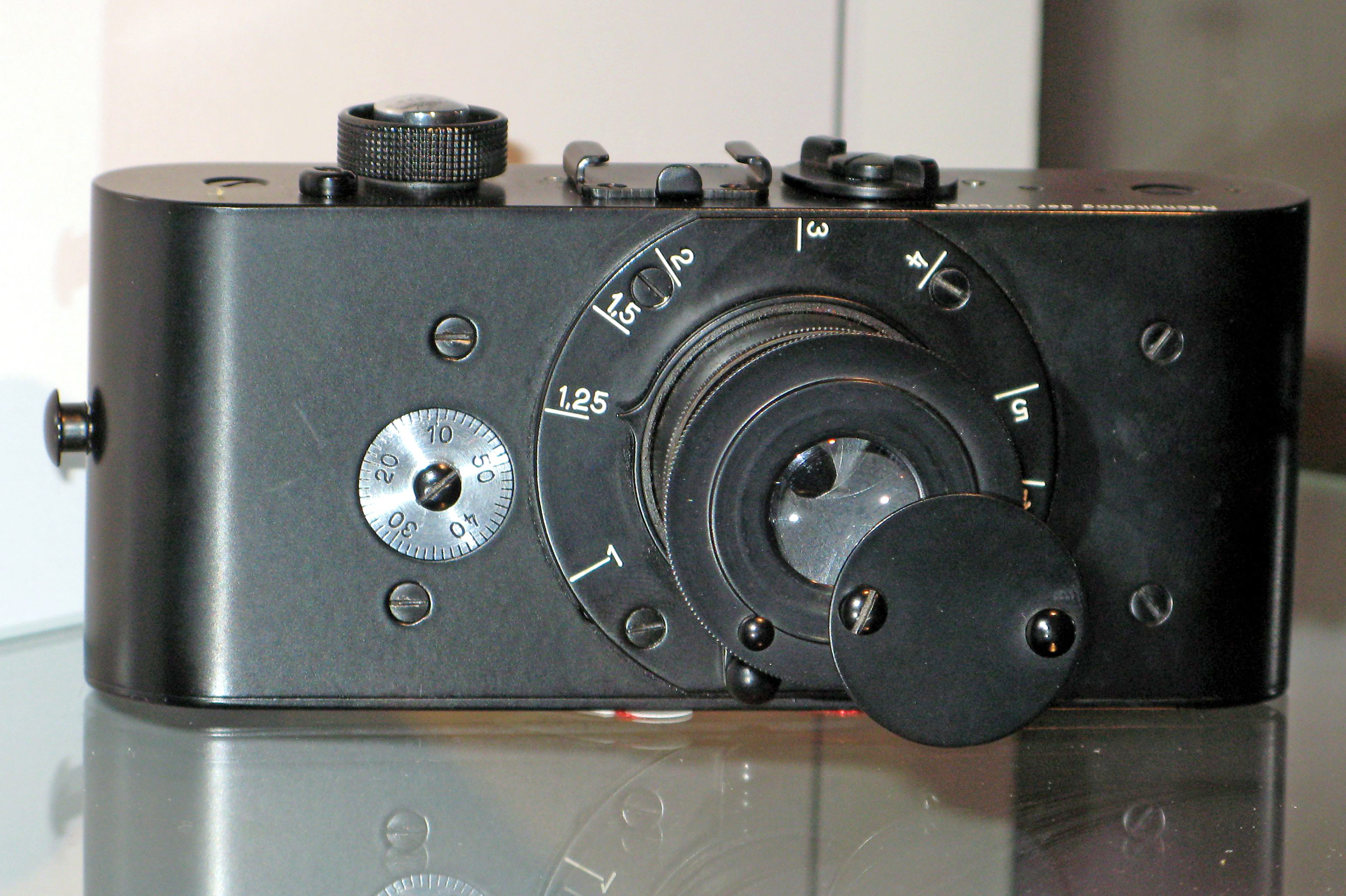
Leica Prototype, 복각판, 1913년

### 2차대전 이후
전쟁이후인 1954년 포토키나에서 라이츠사는 완전히 새롭게 설계된 Leica M3를 출시한다. 이와함께 새로운 렌즈 마운트인 Leica M bayonet Mount를 제시하였으며, 해당 카메라부터 레인지 파인더의 설계가 확립되었다. M3는 0.92배율 파인더와, 새로운 필름 로딩 시스템, 황동 베럴, 포컬 플레인 셔터 등을 갖추고 1956년부터 'lifetime investment in perfect photography'라는 캐치프라이즈와 함께 판매되기 시작했다. 그러나 아이러니하게도 당시 M3와의 성능차이를 극복하지 못한 절대다수의 일본의 카메라 제조업체가 SLR 카메라로 개발 정책을 전환하는 계기가 되었으며, 이것이 결정적으로 카메라 종주국이 일본으로 넘어가는 원인이 되었다.

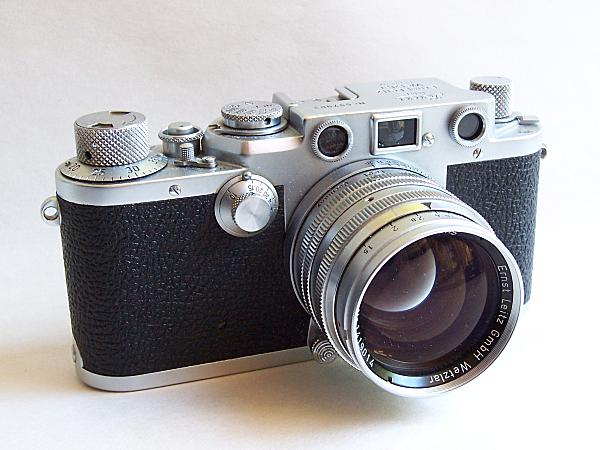
Leica IIIf+50mm/f1.5 Summarit, 1950년, 마지막 LTM 마운트 카메라
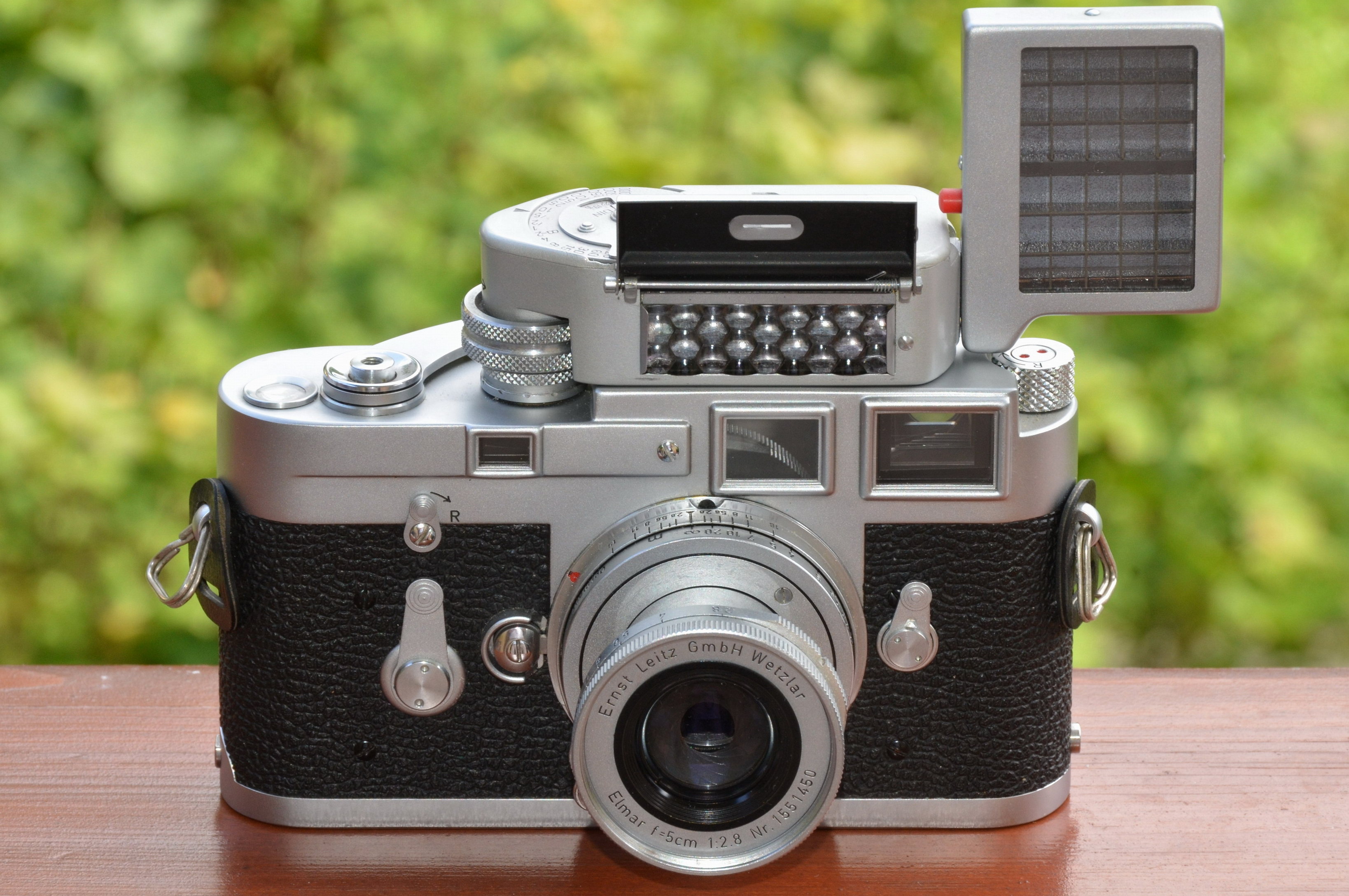
Leica M3, 노출계, Elmar f=5 cm 2.8
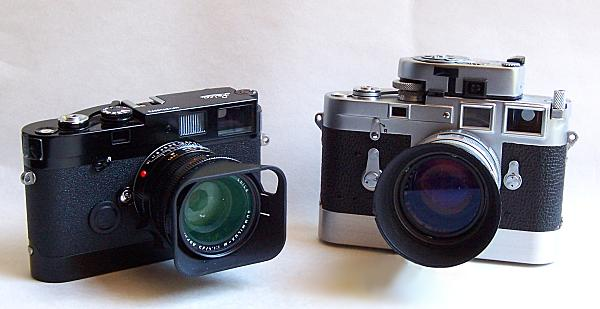
Leica MP와 Leica M3

### 1970년대 이후
1970년부터, 전자식 장치가 내장된 카메라의 설계가 기본이 되면서 일본제 SLR카메라가 세계 시장에서 점유율을 크게 늘려가기 시작했다. 하지만 M3와 M4의 성공과는 달리 1971년 출시된 Leica M5는 무리한 전자식 기능의 채용, 침동이 불가능한 디자인의 문제로 시장의 참패를 맛봤으며, 이와 동시에 일본이 독주하고 있는 SLR 시장에서의 점유율을 노리고 섣부르게 시작했던 SLR인 Leicaflex 또한 실패하게 된다. 여기에 저가형 시장을 노리고 Minolta와 공동개발했던 Leica CL 조차 실패하게 되면서 SLR과 RF 시장에서 모두 실패한 Ernst Leitz 사는
1974년 스위스 회사인 Wild Heerbrugg AG Switzerland가 지분의 51%를 인수하게 되며 흡수합병당하게 된다.
Wild Heerbrugg의 경영으로, 라이츠사는 1986년 사명을 Leica(LEItz CAmera)로 개명하였으며, 공장 또한 Wetzlar에서 현재의 본사가 위치한 Solms으로 이전하게 된다. 또한 새로운 SLR 카메라를 개발하고 M 형을 단종 시킬 계획을 수립했다. 그러나 Leits Canada 공장의 책임자였던 Walter Kluck은 실패한 M5를 포기하고, 과거 성공했던 M4의 장점을 살린 카메라를 생산해 RF 카메라의 명맥을 유지해야한다고 경영진을 설득했으며, 1977년 M4를 모태로 한 Leica M4-2와 M4-P(Press)를 출시하게 된다. M4-2와 M4-P가 M5, CL 이후 훼손됐던 Leica의 시장 신뢰도를 다시 이끌어낸 덕분에, 현재까지 M 카메라가 유지될 수 있었다. 이 사건 이후로 지금까지 M5, CL, Leicaflex와 같은 혁신적인 기능과 다양성이 아닌 클래식한 디자인과 단순한 작동에서 오는 신뢰성이라는 원칙을 세웠으며, 2012년 Leica M을 출시하는 지금까지 지켜오고 있다.
이후 라이카가 분리된 것은 1996년에 이르러서이며, 1998년이 되어서야 라이카 그룹은 Leica Microsystems AG와 Leica Camera AG 그리고 Leica Geosystems AG의 독자적인 경영으로 이어지게 되며, 지금의 회사 체제를 갖추게 되었다.

## 현재
라이카는 파나소닉과의 제휴를 통해 디지털 카메라 시장에 첫 발을 내디뎠다. 파나소닉은 Lumix 바디를 제공했으며, 라이카 역시 렌즈를 디자인함으로써 프리미엄과 사진의 퀄리티를 모두 이끌어내려 하였다. 두 회사간의 콜라보레이션으로 인해 현재 라이카의 카메라 사업분야는 렌즈 및 카메라의 서드파티와 독자 생산방식의 카메라 두 부문으로 나뉘어 있다.

### 일본 카메라와의 제휴 부문
2005년 D-LUX 2를 시작 으로, 2006년 D-LUX3, V-LUX1, 2007년 C-LUX2, 2008년 D-LUX4, C-LUX3, 2010년 V-LUX20, D-LUX5,V-LUX2, 2011년 V-LUX30, 2012년 V-LUX3, V-LUX40, D-LUX6, 2013년 Leica-C 등을 출시했다. 또한 파나소닉의 미러리스 렌즈 교환식 카메라 마운트인 마이크로 포서즈의 렌즈를 서드파티 형식으로 제공하고 있다.

### 독자적인 카메라 부문
현재 라이카에 생산 중인 카메라는 콤팩트 카메라와 레인지 파인더 카메라로 나뉜다. 2006년, 첫 디지털 거리계 연동식 카메라인 Leica M8을 출시했으며, 이후 2010년 4월, 풀프레임 카메라인 Leica M9을, 그리고 2013년 3월 Leica M, Leica M-E, Leica M Monochrom을 출시했다. 콤팩트 카메라로는 2010년 출시한 X1, 2012년 출시한 X2, 2013년 출시한 X Vario가 있으며, 2014년 4월 첫 미러리스 렌즈 교환식 카메라인 라이카 T 타입을 공개했다.
이후, {주미룩스(SUMMILUX) 23mm(환산 35mm) f1.7 ASPH 렌즈}를 탑재한 {라이카 X(Typ 113)}을 발표하고 이 모델로 방수 방진이 되는 카메라 (라이카 X-U)도 출시하였다. 또한 라이카 최초 (풀프레임 콤펙트 카메라) (라이카Q)를 발표했다. (라이카Q)는 {주미룩스(SUMMILUX) 28mm f1.7 ASPH 렌즈}를 탑재하고 있으며, 최신 편의 사양이 적용된 동급 최고 사양의 카메라다. 

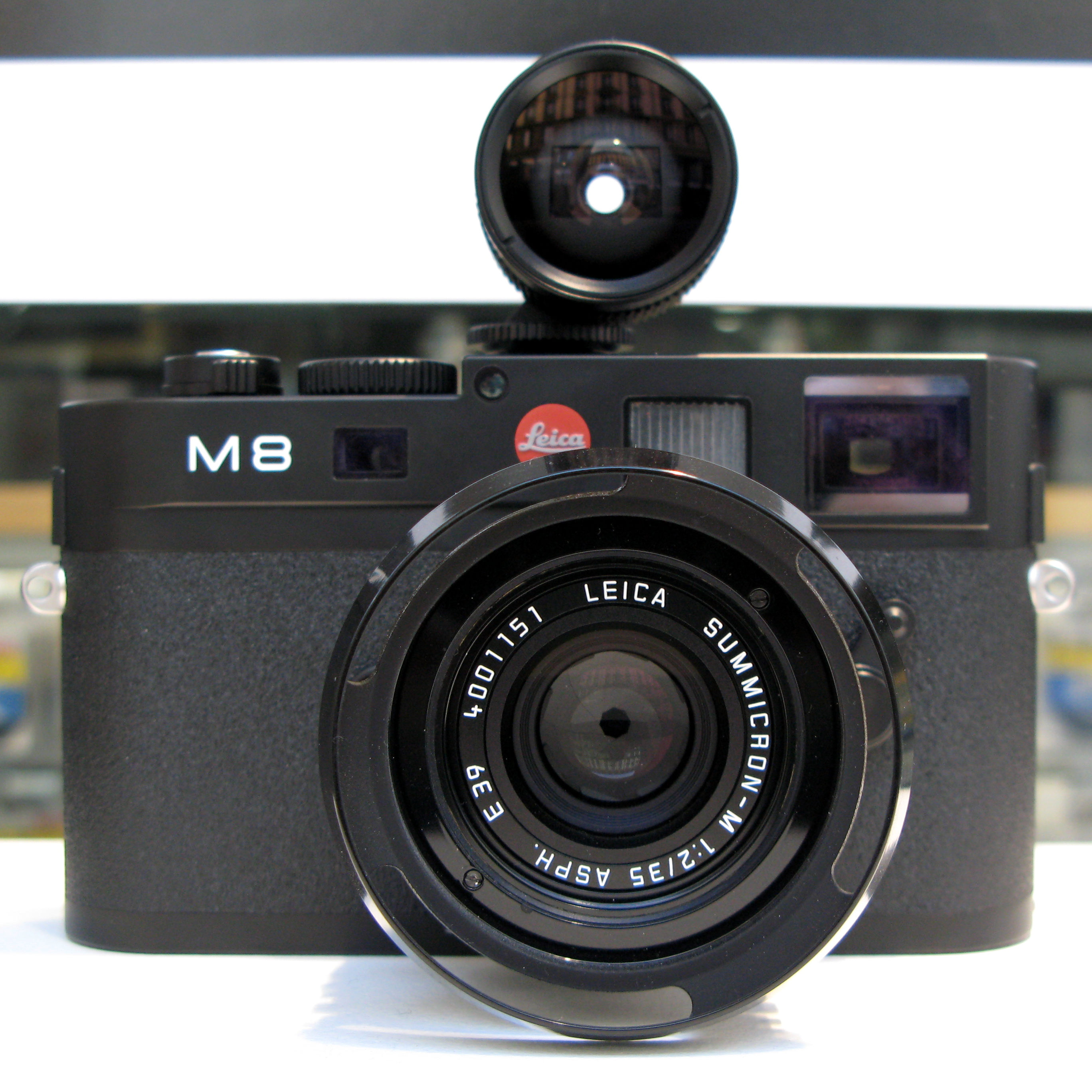
Leica M8
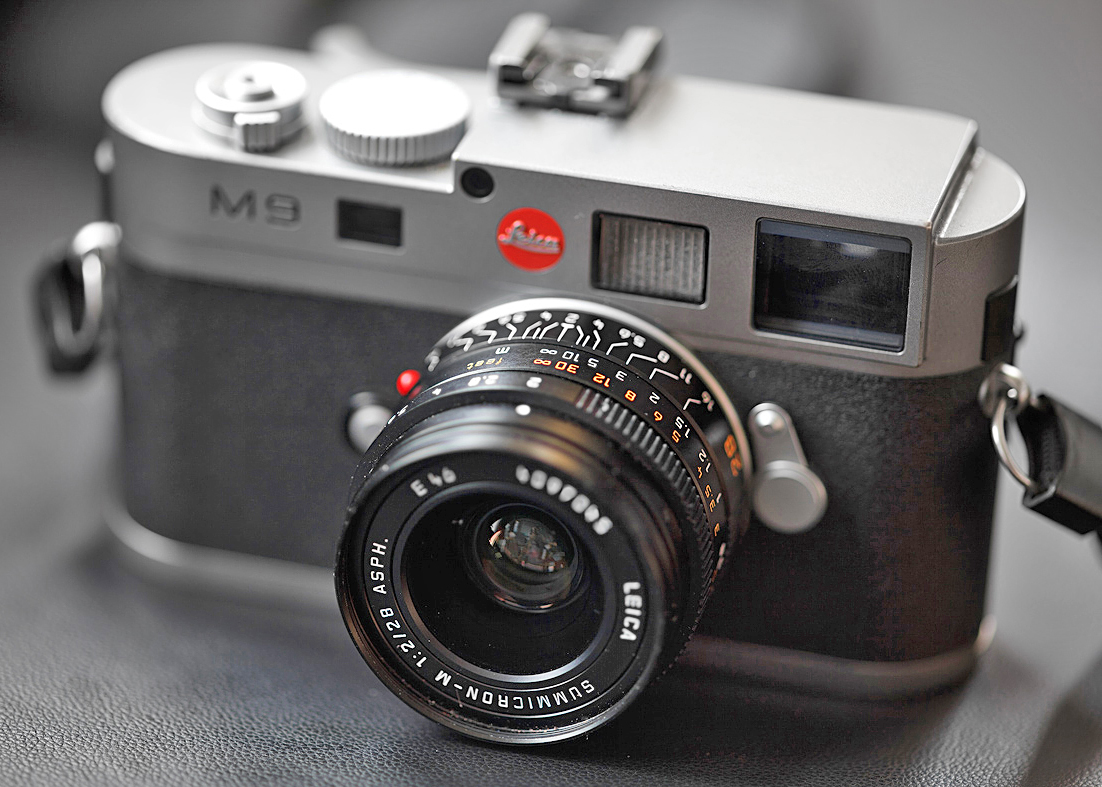
Leica M9
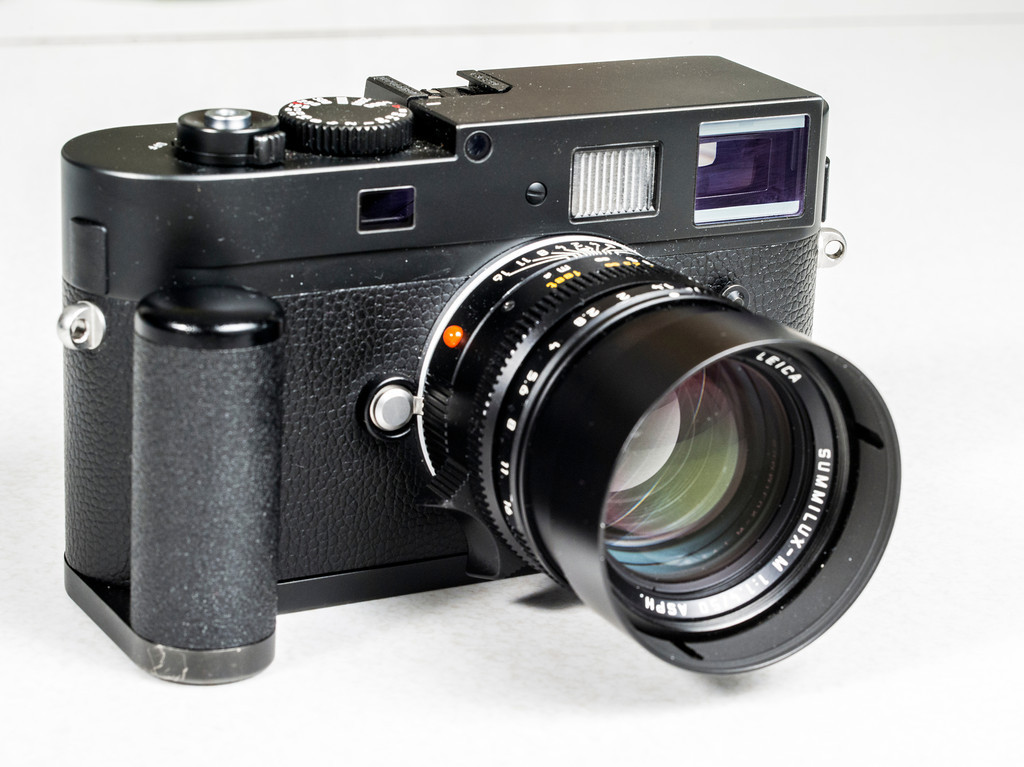
Leica M Monochrom